# Lee Soon-ei
Lee Soon-ei, född den 15 oktober 1965, är en sydkoreansk handbollsspelare.
Hon tog OS-silver i damernas turnering i samband med de olympiska handbollstävlingarna 1984 i Los Angeles.